# Уобашская конфедерация

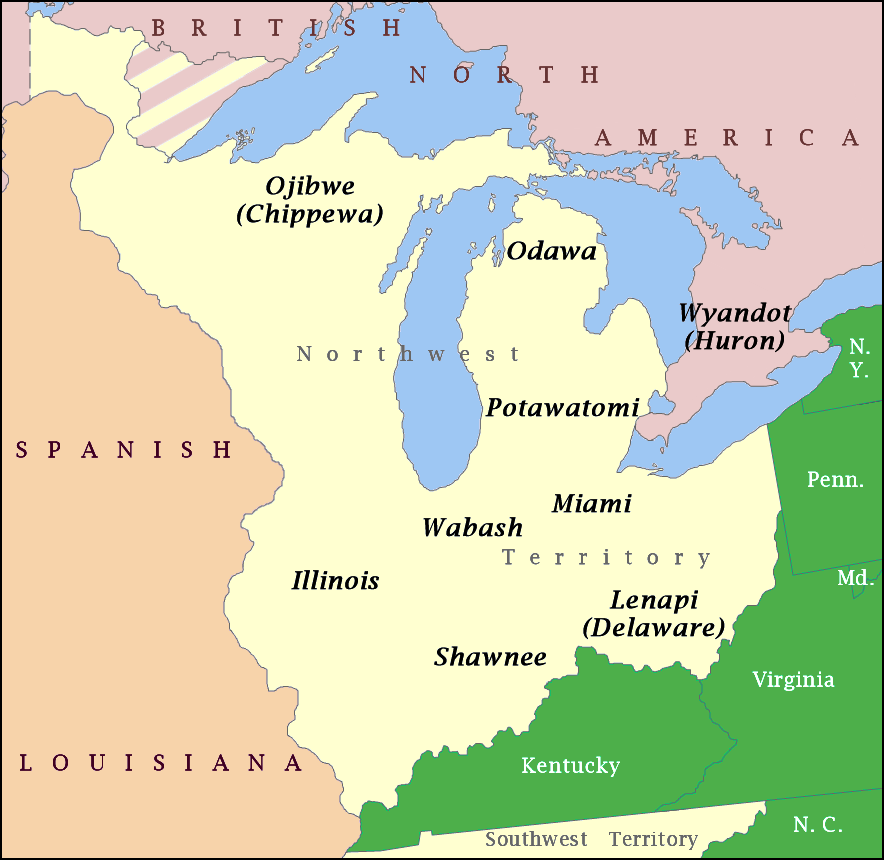
Индейские народы Старого Северо-Запада, включая племена реки Уобаш

Уобашская конфедерация (англ. Wabash Confederacy) — политический и военный союз коренных американцев, сформировавшийся в XVIII веке в районе реки Уобаш на территории современных американских штатов Индиана, Иллинойс и Огайо. Альянс образовали племена пианкашо и веа, к которому позднее присоединились маскутены и большинство общин майами и кикапу. Были также известны как индейцы реки Уобаш. Конфедерация представляла собой свободный союз индейских поселений.

## История
Племена конфедерации имели долгую историю торговых и иных отношений с Новой Францией. Во время Семилетней войны они поддержали французов. В ходе всей войны британские войска не появлялись на этой территории и после её завершения некоторые местные аванпосты ещё продолжали находиться под контролем французских офицеров. Племена Уобашской конфедерации последними, из всех индейских союзников французов, пришли к мирному соглашению с британцами. 
После падения Новой Франции британский главнокомандующий генерал Джеффри Амхерст распорядился прекратить выдачу индейцам ежегодных подарков, что было воспринято племенами конфедерации как знак прекращения дружественных отношений. Они расценили это изменение в политике как оскорбление и указание на то, что британцы смотрели на них как на побеждённых, а не союзников, в отличие от французов. Когда началось Восстание Понтиака Уобашская конфедерация присоединилась к последователям вождя оттава. Майами захватили форт Майами 27 мая 1763 года, а кикапу, веа, пианкашо и маскутены через четыре дня завладели фортом Уитенон. В отличие от других нападений на форты, в Уитеноне никто не был убит. Лишь в 1765 году племена конфедерации подписали мирный договор с Британией.
После окончания войны за независимость США на земли конфедерации хлынул поток белых поселенцев. Индейцы региона, в попытке противостоять экспансии евроамериканцев, образовали новый союз, в который кроме племён Уобашской конфедерации, вошли другие народы коренных американцев района Великих озёр. Воины нового альянса в ответ на вторжение атаковали поселения евроамериканцев, в результате началась Северо-западная индейская война, которая окончилась подписанием Гринвилльского договора. Соглашение с американским правительством вынудило индейские племена уступить значительные территории на юге и востоке Огайо и участки земли вокруг фортов и поселений в Иллинойсе. В начале XIX века, после того, как Уобашская конфедерация прекратила своё существование, индейские племена, ранее входившие в её состав, примкнули к новому общеиндейскому движению, возглавляемому вождём Текумсе.